# Trolejbusy w Kustanaju
Trolejbusy w Kustanaju − zlikwidowany system komunikacji trolejbusowej w Kustanaju w Kazachstanie.
Trolejbusy w Kustanaju uruchomiono 28 grudnia 1989. W 1991 działały 4 linie: 
- 1: KSK − Awtowokzał (dworzec autobusowy)
- 2: KSK − Wokzał (dworzec kolejowy)
- 3: Wokzał − Awtowokzał (dworzec kolejowy − dworzec autobusowy)
- 4: KSK − Karbyszewa

Ostatecznie ruch trolejbusów wstrzymano w 2005.

## Tabor
W 1991 było czynnych 50 trolejbusów, a w 2005 tylko 7. W 2008 na terenie zajezdni znajdowało się 12 trolejbusów ZiU-9.